# Telamonia dissimilis
Telamonia dissimilis är en spindelart som beskrevs av Maciej Próchniewicz 1990. Telamonia dissimilis ingår i släktet Telamonia och familjen hoppspindlar. Inga underarter finns listade i Catalogue of Life.